# Peucedanum angelicoides
Peucedanum angelicoides là một loài thực vật có hoa trong họ Hoa tán. Loài này được H. Wolff ex Kretschmer miêu tả khoa học đầu tiên năm 1930.